# VV Hillegersberg
VV Hillegersberg is een Nederlandse amateurvoetbalclub uit de wijk Hillegersberg in de deelgemeente Hillegersberg-Schiebroek van Rotterdam, Zuid-Holland. De club werd opgericht op 1 juli 2007 als fusie tussen SMV-Hillegersberg en SC Duivesteyn. De club houdt echter 26 mei 1912 aan als oprichtingsdatum. Dit is de datum dat de eerste voorganger van VV Hillegersberg (Steeds Volharden) werd opgericht. De thuiswedstrijden worden gespeeld op het "Sportpark Duivesteijn".

## Geschiedenis
Het huidige VV Hillegersberg is ontstaan door een fusie tussen SMV-Hillegersberg en SC Duivesteyn. Deze fusie vond plaats op 1 juli 2007. SMV-Hillegersberg ontstond als fusie tussen Steeds Moedig Voorwaarts (SMV) en Hillegersberg '32. Beide clubs ontstonden op respectievelijk 1 april 1917 en 1 april 1932. Een van de eerste SMV-trainers was de legendarische Feijenoord-middenvelder en vooroorlogse recordinternational Puck van Heel.
SC Duivesteyn, ook vaak geschreven als SC Duivesteijn, ontstond toen Steeds Volharden (van 26 mei 1912) en Sporting Lodewijk/Pioniers met elkaar fuseerden op 1 juli 2007. Deze laatste club ontstond eveneens uit een fusie, namelijk tussen RKSV Sint Lodewijk en SVDP (Sportvereniging de Pioniers). Deze twee clubs werden respectievelijk opgericht op 12 april 1927 en 18 juli 1934.
In mei 2016 werd bekend dat VV Hillegersberg zou starten met een standaardelftal voor vrouwen. Dat begon in het seizoen 2016/17 in de Vierde Klasse.
In 2022 maakte de zondagafdeling de horizontale overstap naar het zaterdagvoetbal. Het degradeerde dat seizoen uit de Eerste klasse, waardoor het standaardelftal in 2022/23 in de Tweede klasse zou uitkomen.

## Stamboom
|  |  |                  |                  |                  |                  |                          |                          |                          |                          |                                |                                |                                |                                |                                |                                |  |  |                               |                               |                               |                               | RKSV Sint Lodewijk (12/04/1927) | RKSV Sint Lodewijk (12/04/1927) | RKSV Sint Lodewijk (12/04/1927) | RKSV Sint Lodewijk (12/04/1927) | RKSV Sint Lodewijk (12/04/1927)         | RKSV Sint Lodewijk (12/04/1927)         |                                         |                                         | SVDP (18/07/1934)                       | SVDP (18/07/1934)                       | SVDP (18/07/1934) | SVDP (18/07/1934) | SVDP (18/07/1934) | SVDP (18/07/1934) |
|  |  |                  |                  |                  |                  |                          |                          |                          |                          |                                |                                |                                |                                |                                |                                |  |  |                               |                               |                               |                               | RKSV Sint Lodewijk (12/04/1927) | RKSV Sint Lodewijk (12/04/1927) | RKSV Sint Lodewijk (12/04/1927) | RKSV Sint Lodewijk (12/04/1927) | RKSV Sint Lodewijk (12/04/1927)         | RKSV Sint Lodewijk (12/04/1927)         |                                         |                                         | SVDP (18/07/1934)                       | SVDP (18/07/1934)                       | SVDP (18/07/1934) | SVDP (18/07/1934) | SVDP (18/07/1934) | SVDP (18/07/1934) |
|  |  |                  |                  |                  |                  |                          |                          |                          |                          |                                |                                |                                |                                |                                |                                |  |  |                               |                               |                               |                               |                                 |                                 |                                 |                                 |                                         |                                         |                                         |                                         |                                         |                                         |                   |                   |                   |                   |
|  |  | SMV (01/04/1917) | SMV (01/04/1917) | SMV (01/04/1917) | SMV (01/04/1917) | SMV (01/04/1917)         | SMV (01/04/1917)         |                          |                          | Hillegersberg '32 (01/04/1932) | Hillegersberg '32 (01/04/1932) | Hillegersberg '32 (01/04/1932) | Hillegersberg '32 (01/04/1932) | Hillegersberg '32 (01/04/1932) | Hillegersberg '32 (01/04/1932) |  |  | Steeds Volharden (26/05/1912) | Steeds Volharden (26/05/1912) | Steeds Volharden (26/05/1912) | Steeds Volharden (26/05/1912) | Steeds Volharden (26/05/1912)   | Steeds Volharden (26/05/1912)   |                                 |                                 | Sporting Lodewijk/Pioniers (13/05/1991) | Sporting Lodewijk/Pioniers (13/05/1991) | Sporting Lodewijk/Pioniers (13/05/1991) | Sporting Lodewijk/Pioniers (13/05/1991) | Sporting Lodewijk/Pioniers (13/05/1991) | Sporting Lodewijk/Pioniers (13/05/1991) |                   |                   |                   |                   |
|  |  | SMV (01/04/1917) | SMV (01/04/1917) | SMV (01/04/1917) | SMV (01/04/1917) | SMV (01/04/1917)         | SMV (01/04/1917)         |                          |                          | Hillegersberg '32 (01/04/1932) | Hillegersberg '32 (01/04/1932) | Hillegersberg '32 (01/04/1932) | Hillegersberg '32 (01/04/1932) | Hillegersberg '32 (01/04/1932) | Hillegersberg '32 (01/04/1932) |  |  | Steeds Volharden (26/05/1912) | Steeds Volharden (26/05/1912) | Steeds Volharden (26/05/1912) | Steeds Volharden (26/05/1912) | Steeds Volharden (26/05/1912)   | Steeds Volharden (26/05/1912)   |                                 |                                 | Sporting Lodewijk/Pioniers (13/05/1991) | Sporting Lodewijk/Pioniers (13/05/1991) | Sporting Lodewijk/Pioniers (13/05/1991) | Sporting Lodewijk/Pioniers (13/05/1991) | Sporting Lodewijk/Pioniers (13/05/1991) | Sporting Lodewijk/Pioniers (13/05/1991) |                   |                   |                   |                   |
|  |  |                  |                  |                  |                  |                          |                          |                          |                          |                                |                                |                                |                                |                                |                                |  |  |                               |                               |                               |                               |                                 |                                 |                                 |                                 |                                         |                                         |                                         |                                         |                                         |                                         |                   |                   |                   |                   |
|  |  |                  |                  |                  |                  | SMV-Hillegersberg (1993) | SMV-Hillegersberg (1993) | SMV-Hillegersberg (1993) | SMV-Hillegersberg (1993) | SMV-Hillegersberg (1993)       | SMV-Hillegersberg (1993)       |                                |                                |                                |                                |  |  |                               |                               |                               |                               | SC Duivesteyn (01/07/1998)      | SC Duivesteyn (01/07/1998)      | SC Duivesteyn (01/07/1998)      | SC Duivesteyn (01/07/1998)      | SC Duivesteyn (01/07/1998)              | SC Duivesteyn (01/07/1998)              |                                         |                                         |                                         |                                         |                   |                   |                   |                   |
|  |  |                  |                  |                  |                  | SMV-Hillegersberg (1993) | SMV-Hillegersberg (1993) | SMV-Hillegersberg (1993) | SMV-Hillegersberg (1993) | SMV-Hillegersberg (1993)       | SMV-Hillegersberg (1993)       |                                |                                |                                |                                |  |  |                               |                               |                               |                               | SC Duivesteyn (01/07/1998)      | SC Duivesteyn (01/07/1998)      | SC Duivesteyn (01/07/1998)      | SC Duivesteyn (01/07/1998)      | SC Duivesteyn (01/07/1998)              | SC Duivesteyn (01/07/1998)              |                                         |                                         |                                         |                                         |                   |                   |                   |                   |
|  |  |                  |                  |                  |                  |                          |                          |                          |                          |                                |                                |                                |                                |                                |                                |  |  |                               |                               |                               |                               |                                 |                                 |                                 |                                 |                                         |                                         |                                         |                                         |                                         |                                         |                   |                   |                   |                   |
|  |  |                  |                  |                  |                  |                          |                          |                          |                          |                                |                                |                                |                                | VV Hillegersberg (01/07/2007)  |                                |  |  |                               |                               |                               |                               |                                 |                                 |                                 |                                 |                                         |                                         |                                         |                                         |                                         |                                         |                   |                   |                   |                   |

## Competitieresultaten

### VV Hillegersberg 2014–heden (zaterdag)
| 13 4D |

| 10 4E |

| 13 4D |

| 6 4E |

| 5 4E |

| 10 4F |

| 4* 4F |

| 1* 4G |

| 5 4D |

| 9 2D |

| 13 2D |

- = Dit seizoen werd stopgezet vanwege de uitbraak van het coronavirus. Er werd voor dit seizoen geen officiële eindstand vastgesteld.

| Tweede divisie | Derde divisie | Vierde divisie | Eerste klasse |
| Tweede klasse  | Derde klasse  | Vierde klasse  | Vijfde klasse |

### VV Hillegersberg 2008–2022 (zondag)
| 8 4E |

| 9 4D |

| 3 4G |

| 6 4F |

| 5 4E |

| 7 4E |

| 11 4B |

| 3 4A |

| 6 3C |

| 8 3D |

| 2 3C |

| 3 2D |

| 13* 1B |

| 1* 1B |

| 13 1B |

- = Dit seizoen werd stopgezet vanwege de uitbraak van het coronavirus. Er werd voor dit seizoen geen officiële eindstand vastgesteld.

| Tweede divisie | Derde divisie | Vierde divisie | Eerste klasse |
| Tweede klasse  | Derde klasse  | Vierde klasse  | Vijfde klasse |

## Resultaten van voorlopers

### SMV-Hillegersberg 1994–2007
| 6 4E |

| 4 4E |

| 5 3D |

| 11 3C |

| 5 4F |

| 8 4H |

| 5 4H |

| 1 4H |

| 12 3D |

| 11 4F |

| 10 4G |

| 7 4F |

| 10 4F |

| 10 4F |

| Derde klasse | Vierde klasse |

#### Resultaten SMV 1930–1993
| 4 4D |

| 5 4D |

| 7 4D |

| 8 4C |

| 6 4E |

| 9 4F |

| 5 4D |

| 5 4D |

| 6 4F |

| 9 4E |

| 6 O |

| 5 4G |

| 8 4G |

| 8 4J |

| 8 4J |

|  |

| 6 4J |

| 2 4C |

| 2 4I |

| 1 4L |

| 3 4F |

| 7 4E |

| 7 4F |

| 7 4C |

| 9 4C |

| 7 4C |

| 6 4F |

| 7 4F |

| 11 4? |

|  |

|  |

|  |

|  |

| 7 4D |

| 5 4G |

| 9 4D |

| 10 4D |

| 5 4E |

| 9 4E |

| 4 4H |

| 8 4D |

| 8 4F |

| 11 4D |

| 7 4E |

| 2 4F |

| 11 4F |

| 1 4H |

| 3 3D |

| 2 3D |

| 2 3C |

| 7 3B |

| 8 3C |

| 12 3D |

| 2 4C |

| 1 4C |

| 3 3D |

| 4 3D |

| 8 3C |

| 10 3C |

| 11 3C |

| 2 4G |

| 4 4E |

| 2 4E |

| 5 4E |

| Derde klasse | Vierde klasse | Noodcompetitie |

#### Resultaten Hillegersberg '32 1943–1992
| 3 4J |

| 3 4J |

|  |

| 2 4H |

| 2 4I |

| 5 4I |

| 3 4J |

| 1 4G |

| 3 4E |

| 5 4B |

| 3 4F |

| 3 4E |

| 11 4G |

| 4 4C |

| 4 4G |

| 9 4? |

| 11 4E |

|  |

| 2 4E |

| 4 4E |

| 2 4D |

| 1 4H |

| 4 3B |

| 9 3D |

| 9 3C |

| 4 3C |

| 11 3B |

| 1 4D |

| 7 3C |

| 8 3C |

| 7 3B |

| 3 3A |

| 8 3C |

| 12 3C |

| 9 4E |

| 9 4D |

| 3 4G |

| 8 4G |

| 7 4D |

| 7 4D |

| 12 4C |

| 10 4C |

| 8 4G |

| 10 4D |

| 6 4D |

| 8 4D |

| 5 4E |

| 7 4E |

| 10 4G |

| 12 4E |

| Derde klasse | Vierde klasse |

### Resultaten SC Duivesteyn 1999–2007
| 7 4H |

| 8 4H |

| 8 4H |

|  |

| 2 4F |

| 6 4C |

| 9 4G |

| 5 4G |

| 8 4F |

2003: de beslissingswedstrijd op 4 mei om het klassekampioenschap in zondag 4F werd met 2-4 verloren van VOC
| Vierde klasse |

#### Resultaten Steeds Volharden 1923–1998
| 2 3G |

| 1 3B |

| 1 3D |

| 5 3C |

| 1 3D |

| 7 3D |

| 8 3D |

| 8 3B |

| 8 3D |

| 8 3D |

| 10 3C |

| 10 3C |

| 6 3C |

| 6 3C |

| 4 3D |

| 4 3C |

| 6 3C |

| 8 G |

| 11 3C |

| 9 3E |

| 5 4G |

| 7 4G |

|  |

| 8 4I |

| 8 4K |

| 6 4G |

| 4 4J |

| 5 4I |

| 6 4C |

| 5 4D |

| 6 4D |

| 10 4E |

| 9 4D |

| 4 4D |

| 8 4F |

| 7 4? |

| 8 4E |

| 3 4F |

| 6 4C |

| 7 4B |

| 3 4F |

| 8 4H |

| 12 4G |

|  |

| 3 4G |

| 2 4C |

| 2 4F |

| 1 4H |

| 5 3D |

| 6 3B |

| 2 3B |

| 7 3C |

| 10 3C |

| 10 3B |

| 11 3B |

| 2 4F |

| 3 4F |

| 4 4G |

| 2 4D |

| 3 4C |

| 9 4C |

| 6 4D |

| 5 4D |

| 7 4D |

| 5 4D |

| 12 4D |

|  |

|  |

|  |

| 11 4E |

|  |

|  |

|  |

| 10 4D |

| 11 4G |

| 12 4F |

| Derde klasse | Vierde klasse | Noodcompetitie |

#### Sporting Lodewijk/Pionier 1994–1998
| 11 4G |

|  |

|  |

| 10 4G |

| 12 4H |

| Vierde klasse |

##### SVDP 1975–1991
| 6 4C |

| 5 4C |

| 12 4E |

|  |

|  |

| 7 4E |

| 4 4F |

| 9 4D |

| 9 4G |

| 2 4D |

| 10 4F |

| 8 4D |

| 11 4D |

| 6 4C |

| 9 4E |

| 10 4E |

| 12 4G |

| Vierde klasse |

##### RKSV Sint Lodewijk 1941–1984
| 4 4F |

| 8 4H |

| 8 4G |

| 6 4G |

|  |

| 8 4G |

| 4 4J |

| 4 4I |

| 8 4K |

| 6 4E |

| 12 4E |

|  |

|  |

|  |

| 11 4E |

| 11 4D |

| 8 4C |

| 11 4C |

| 8 4D |

| 9 4C |

| 10 4D |

| 11 4C |

| 6 4F |

| 12 4G |

| Vierde klasse |

In elke staaf van de grafiek staat van boven naar beneden vermeld: 
- Eindnotering

Dit is de positie die de club heeft bereikt in de competitie, zonder eventuele beslissings-, play-off- of nacompetitiewedstrijden die nodig zijn geweest om bijvoorbeeld de kampioen van de competitie te bepalen.
Indien een * achter het getal staat is de notering een tussenstand en kan het zijn dat de notering niet overeenkomt met de uiteindelijke eindstand van de competitie.
Staat er een - dan is het seizoen nog bezig en is er geen definitieve uitslag bekend.
Staat er xx op de positie van de notering, dan heeft de club vroegtijdig de competitie verlaten. Dit kan onder andere komen door terugtrekking van het team, faillissement van de club of door een uitgedeelde straf van de KNVB. In veel gevallen staat elders in het artikel de reden vermeld.
Staat er een ? dan is het resultaat uit het verleden onbekend, en is alleen de competitie of het niveau bekend van dat seizoen.
In de seizoenen 2019/20 en 2020/21 werd wegens de coronacrisis het amateurvoetbal afgebroken. Daardoor kennen deze staven geen eindklassering (middels -- weergegeven).
- Competitieniveau en afdelingsletter of Officiële eindstand Eredivisie
  - Competitieniveau en afdelingsletter

Hierbij geeft het getal het niveau weer, dat ook terug te vinden is in de legenda. De letter is de afdelingsaanduiding en wordt gebruikt wanneer er meer afdelingen zijn op hetzelfde niveau. De afdelingsletter is altijd een hoofdletter en wordt meestal zonder nummer gebruikt.
Voorbeeld: 2F is niveau 2e klasse competitie F.
Het competitieniveau en nummer wordt niet vermeld wanneer er slechts één competitie van dit niveau was.
  - Officiële eindstand Eredivisie (getal staat tussen haakjes vermeld)

Sinds de introductie van play-offwedstrijden voor Europees voetbal na afloop van de reguliere competitie in 2005/06, is de KNVB verplicht een eindstand van de Eredivisie door te geven aan de UEFA aan de hand van deze play-offwedstrijden.
Bij deze eindstand staan clubs die zich hebben gekwalificeerd voor Europees voetbal hoger dan clubs die zich niet wisten te kwalificeren. Indien er geen verschil was tussen de eindnotering en de officiële eindstand, staat dit getal niet vermeld.

- Onderafdeling

Hier staat afgekort de naam van de onderafdeling indien de club in dat jaar in een onderafdeling uitkwam. Tevens staat deze afkorting in de legenda en wordt gelinkt naar het artikel over deze onderafdeling. Deze afkorting wordt alleen vermeld wanneer de club in het verleden in verschillende onderafdelingen heeft gespeeld. Deze vermelding is in de staaf altijd in kleine letters. Deze onderafdelingen zijn na het seizoen 1995/96 afgeschaft. Heeft de club in slechts één onderafdeling gespeeld, dan is dit alleen terug te vinden in de legenda.
Onder de staaf staat het jaartal vermeld waarin het seizoen is afgesloten. 15 verwijst naar het seizoen 2014/15 of eventueel het seizoen 1914/15.
Wanneer een staaf leeg is, zijn deze gegevens niet bekend. Het kan ook zijn dat de club dat seizoen niet heeft meegespeeld op het hogere amateurniveau, vroegtijdig de competitie heeft verlaten of uit de competitie is gezet.

In het seizoen 1944/45 was er wegens de Tweede Wereldoorlog geen regulier competitievoetbal.